# 郎福宽
郎福宽（1966年2月—），男，汉族，山东巨野人，中华人民共和国政治人物，现任西藏自治区人民政府副主席。